# Parafia św. Pawła Apostoła w Nightcliff
Parafia św. Pawła Apostoła w Nightcliff – parafia rzymskokatolicka, należąca do diecezji Darwin.